# Campeonato Pan-Americano de Hóquei em Patins de 2021
O Campeonato Pan-Americano é uma competição de Hóquei em Patins com as seleções nacionais do continente Americano. Esta competição é organizada pelo World Skate America – Rink Hockey.
Embora esta seja a segunda edição do Torneio Pan-Americano das Nações de acordo com o calendário Mundial de Skate, em ordem cronológica é a nona versão da competição considerando também as participações nos Jogos Pan-americanos, Pré-Pan-americanos e Pan-americanos propriamente ditos.
Devido ao covid 19 o Campeonato do Mundo de Hóquei em Patins na argentina passou para 2022 e a qualificação dos paises Pan Americanos fica setembro em 2021 na Florida nos Estados Unidos.
O Chile conquistou o seu primeiro titulo de campeão Pan-Americano. 

## Paises participantes
Inicialmente, sete países participaram ; a saber, Argentina, Brasil, Chile, Colômbia, Costa Rica, México e Estados Unidos.
Mas só três foram competir.
 México , Chile , Colômbia

## Fase Grupo
| Time     | J | V | E | D | GP | GC | SG  | Pts |
| -------- | - | - | - | - | -- | -- | --- | --- |
| Colômbia | 4 | 3 | 0 | 1 | 27 | 7  | +20 | 9   |
| Chile    | 4 | 3 | 0 | 1 | 21 | 8  | +13 | 9   |
| México   | 4 | 0 | 0 | 4 | 3  | 36 | −33 | 0   |

|          | CHI   | COL   | MEX    |
| -------- | ----- | ----- | ------ |
| Chile    | –     | 5 – 1 | 9 – 2  |
| Colômbia | 5 - 1 | –     | 14 – 0 |
| México   | 0 - 6 | 1 - 7 | –      |

### Final
| 20 novembro | Chile | 4 - 2 | Colômbia |  |
|             |       |       |          |  |

| Pan Americano 2021 |
| ------------------ |
| Chile 1º Titulo    |